# Ricky Rubio
Ricard „Ricky” Rubio Vives (ur. 21 października 1990 w El Masnou) – hiszpański koszykarz, grający na pozycji rozgrywającego, wicemistrz olimpijski z Pekinu z reprezentacją Hiszpanii. W sierpniu 2023 ogłosił zawieszenie kariery z powodu problemów ze zdrowiem psychicznym.
W latach 2011–2017 zawodnik Minnesoty Timberwolves w lidze NBA. 30 czerwca 2017 został wytransferowany do Utah Jazz w zamian za wybór I rundy draftu 2018 roku.
Podczas Mistrzostw Świata 2019 w ćwierćfinałowym meczu przeciwko reprezentacji Polski pobił rekord liczby asyst w mistrzostwach świata (należący do Pablo Prigioniego – 106 asyst) i po zakończonym spotkaniu miał ich w sumie 115.

## Początki

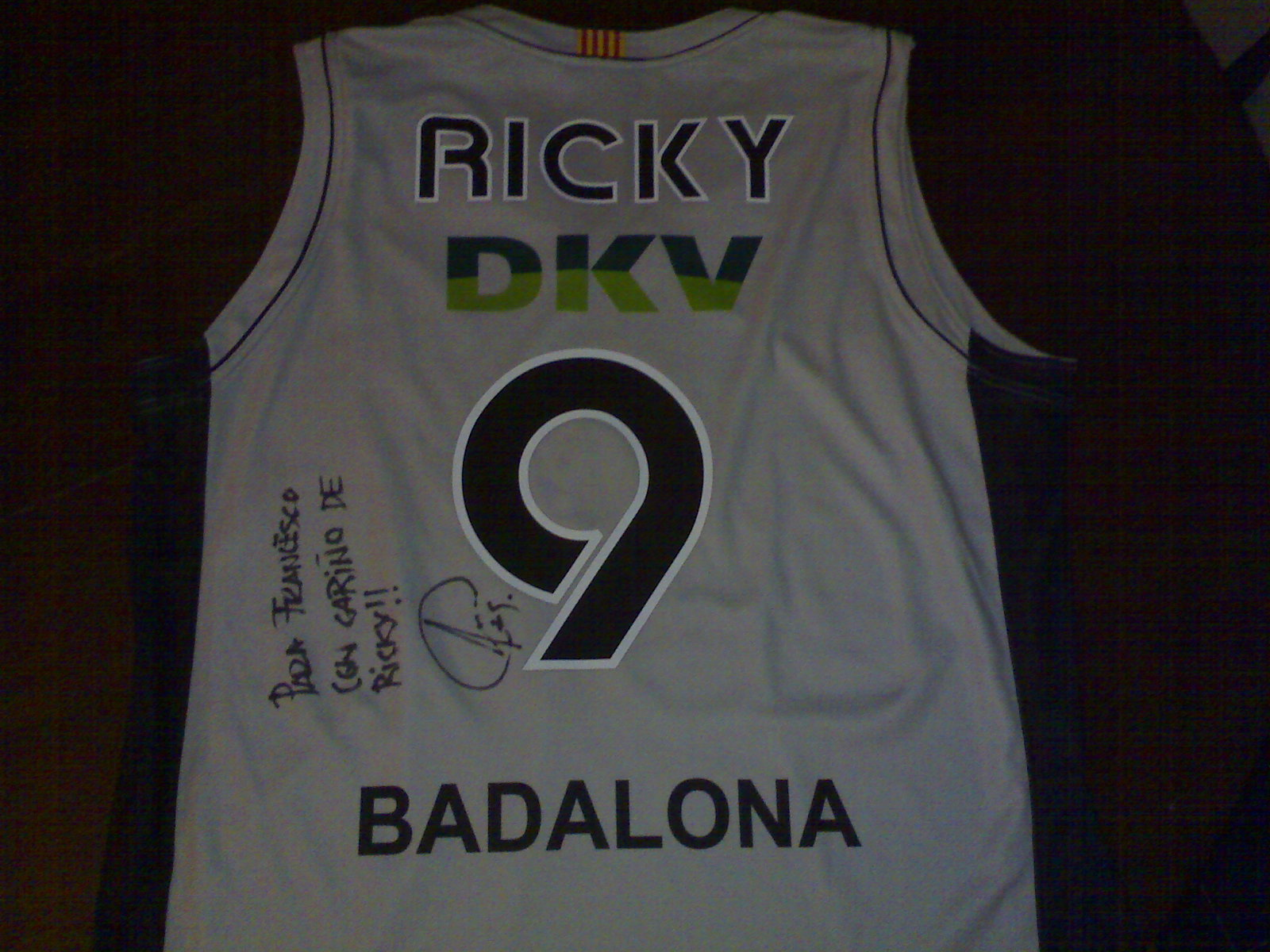
Koszulka z autografem Rubio (2009)

Wychowanek DKV Joventut Badalona. Występował na młodzieżowych Mistrzostwach Europy do lat 16 w 2006, podczas których w półfinale przeciwko Chorwacji zdobył 19 pkt., 11 przechwytów, 13 asyst i 10 zbiórek. W finale przeciwko Rosji zdobył 51 pkt., 7 przechwytów, 12 asyst i 24 zbiórki.
W ekstraklasie hiszpańskiej zadebiutował tuż przed swoimi 15. urodzinami. Swój pierwszy występ w Eurolidze zanotował w sezonie 2006/07, gdzie był jednym z podstawowych graczy, wchodzących z ławki. Zaliczał średnio niespełna 4 pkt., 3 asysty i ponad 3 przechwyty. W sezonie 2007/08 w ACB (ekstraklasie hiszpańskiej) miał średnie wyniki 12,5 pkt., 2,5 przechwytów, 3,5 asysty oraz 3,3 zbiórki.
Mając 19 lat i trzy miesiące, Ricky przekroczył granicę 1000 punktów w ACB. Nikomu w historii ligi nie udało się wcześniej przekroczyć tej granicy mając mniej niż 20 lat. Rubio pobił dość wyraźnie rekord Rudy’ego Fernándeza, który przekroczył granicę 1000 punktów w ACB mając 20 lat, 10 miesięcy i 22 dni.

## Kariera w NBA

### 2009 NBA Draft
W drafcie NBA w roku 2009 został wybrany z numerem 5 do drużyny Minnesota Timberwolves i był pierwszym zawodnikiem z rocznika 1990 draftowanym do NBA. Nie zdecydował się jednak od razu na występy w tym klubie. W sierpniu 2009 FC Barcelona sprowadziła Rubio za 3,5 mln euro.

### Sezon 2011/2012
Rubio zadebiutował w NBA 26 grudnia 2011, w meczu z Oklahomą City Thunder, w którym to zdobył 6 pkt., zebrał 5 piłek i rozdał 6 asyst w ciągu 26 minut. Dwukrotnie był wybierany najlepszym debiutantem miesiąca (grudzień i styczeń). Podczas All-Star Game wystąpił wraz z kolegą z drużyny Derrickiem Williamsem w Rising Stars Challenge, w drużynie Shaqa, oraz asystował Williamsowi w Slam Dunk Contest. Podczas meczu rozgrywanego w hali Target Center przeciwko Los Angeles Lakers, w wyniku zderzenia z Kobe Bryantem zerwał więzadło krzyżowe przednie, co sprawiło, że nie wrócił już do gry w tym sezonie. Opuścił w sumie 25 meczów tego sezonu. Został wybrany do pierwszej piątki NBA All-Rookie Team, a w głosowaniu na najlepszego debiutanta zajął 2. miejsce za Kyrie Irvingiem z Cleveland Cavaliers.

### Sezon 2012/2013
W swoim drugim sezonie w NBA Rubio długo nie mógł grać z powodu kontuzji. Po raz pierwszy wystąpił dopiero w połowie grudnia, a na przełomie grudnia i stycznia znowu był zmuszony do przerwy. W sumie opuścił 25 meczów. W rozgrywanym w ramach All-Star Weekend Rising Stars Challenge grał w drużynie Team Chuck. Zaliczył w nim 10 asyst, najwięcej ze wszystkich występujących w meczu zawodników.
12 marca 2013 zaliczył w meczu z San Antonio Spurs swoje pierwsze triple-double w karierze, notując 21 punktów, 13 zbiórek i 12 asyst.
8 lipca 2019 został zawodnikiem Phoenix Suns.
16 listopada 2020 trafił w wyniku wymiany do Oklahoma City Thunder. Cztery dni później został wytransferowany do Minnesoty Timberwolves.
2 sierpnia 2021 trafił, w wyniku wymiany, do Cleveland Cavaliers. 7 lutego 2022 został wytransferowany do Indiany Pacers. Z powodu kontuzji kolana nie rozegrał z zespołem ani jednego spotkania. 8 lipca 2022 zawarł kolejną w karierze umowę z Cleveland Cavaliers.

## Drużyna narodowa

### U16
W sierpniu 2006, Rubio poprowadził młodzieżową reprezentację Hiszpanii do zwycięstwa w Mistrzostwach Europy FIBA U16. W finale, przeciwko reprezentacji Rosji, rzucił 51 punktów, odnotował 24 zbiórki, 12 asyst oraz 7 przechwytów. W końcówce meczu uratował swój zespół, zdobywając 3 punkty rzutem zza połowy boiska, tuż przed końcem 4 kwarty. Zdobył nagrodę Most Valuable Player turnieju (miał też średnio najwięcej punktów, zbiórek, asyst oraz przechwytów).

## Osiągnięcia

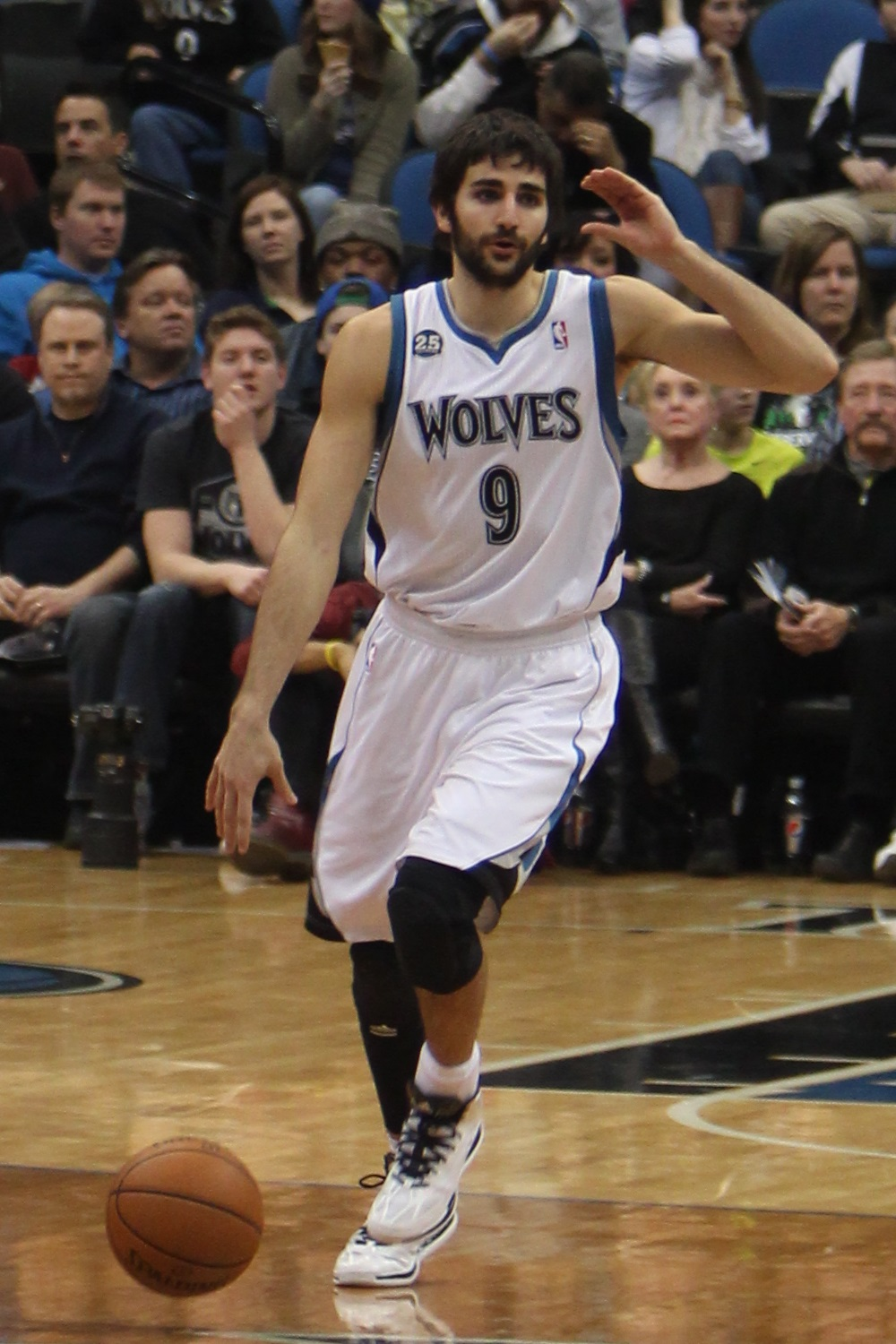
Ricky Rubio w barwach Minnesoty Timberwolves (2014)

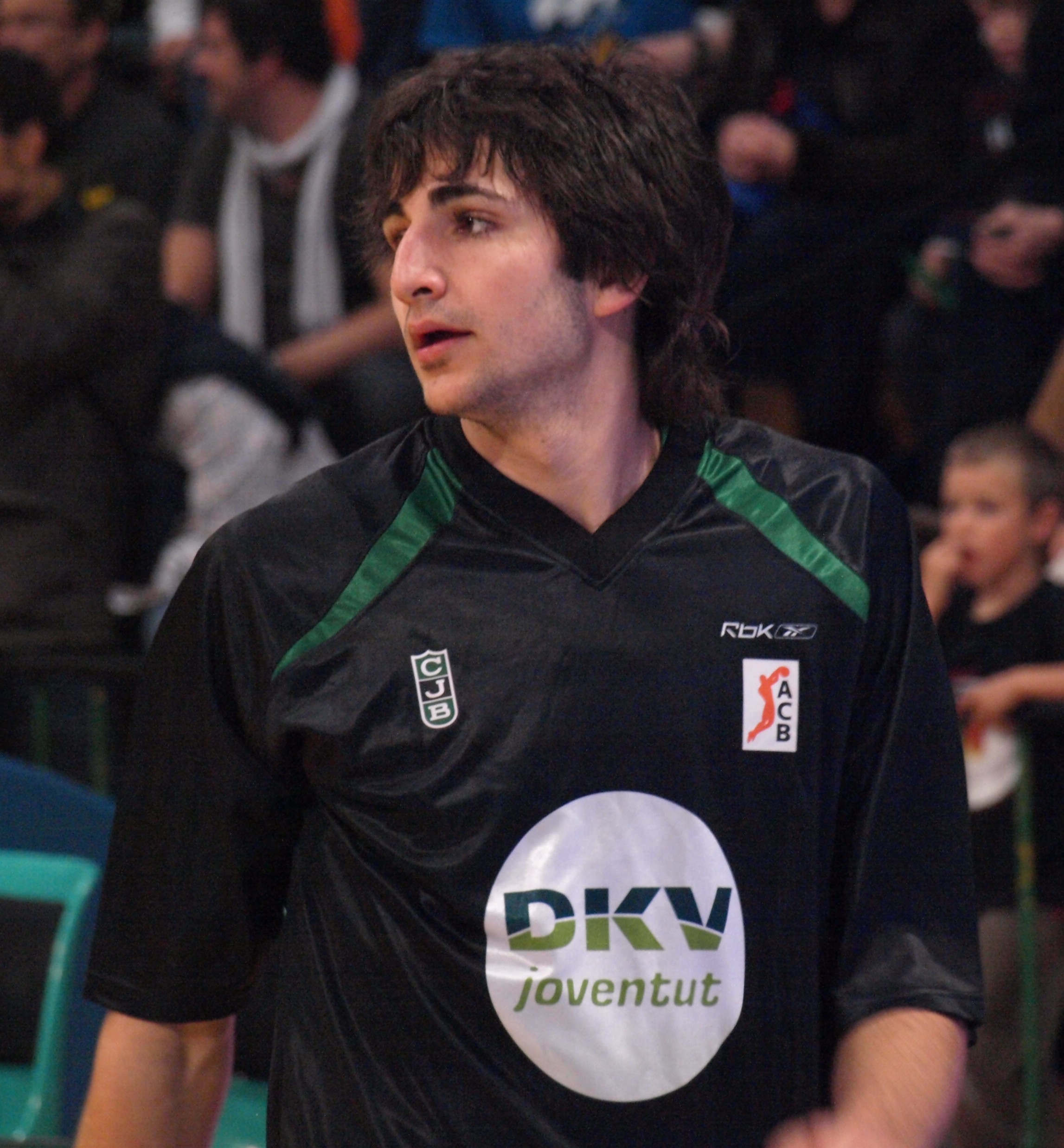
W barwach DKV Joventutu

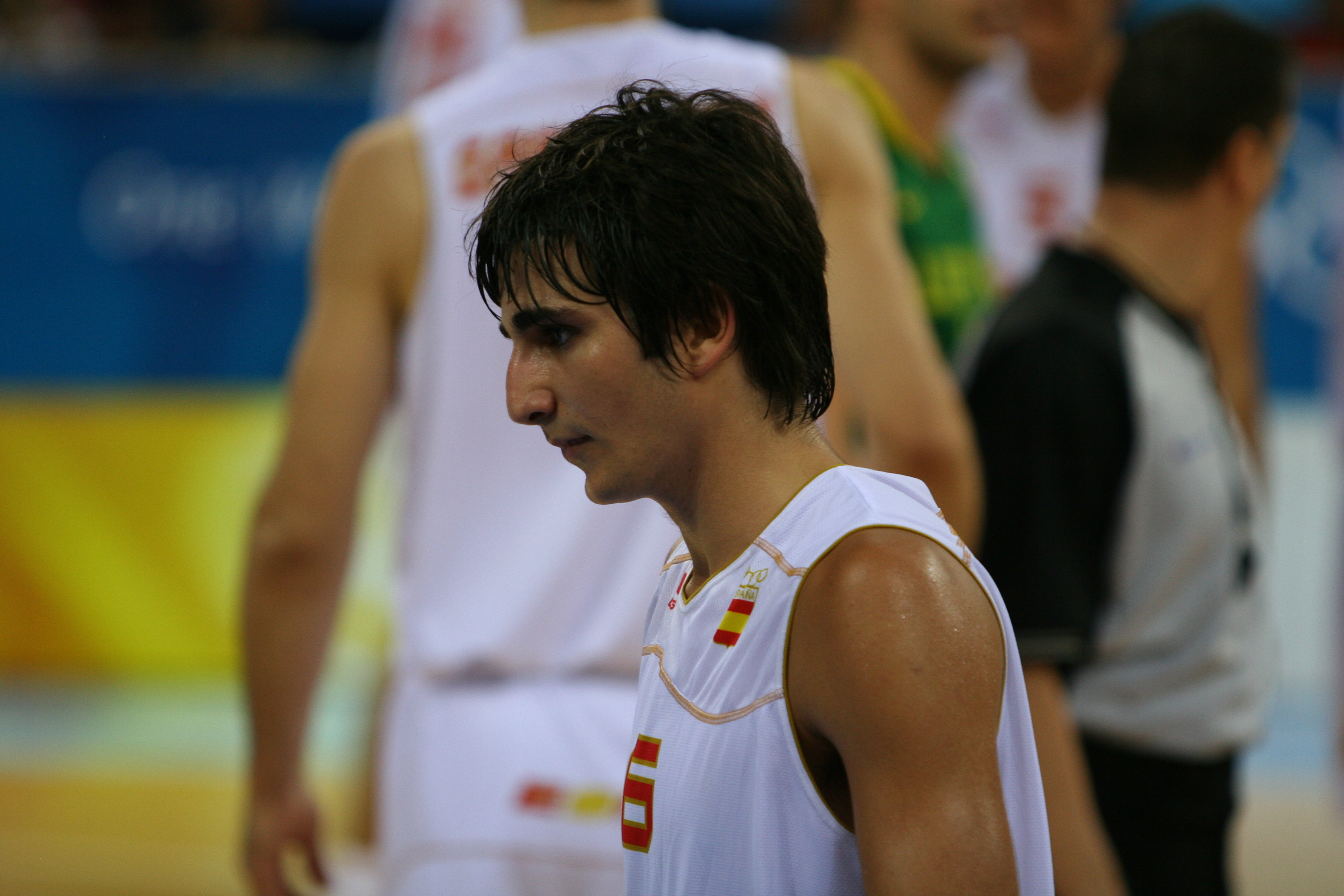
W barwach kadry Hiszpanii podczas igrzysk olimpijskich w 2008 roku

Stan na 31 stycznia 2023, na podstawie, o ile nie zaznaczono inaczej.

### NBA
- Debiutanta miesiąca NBA (styczeń 2012)
- Zaliczony do I składu debiutantów NBA (2012)[16]
- Uczestnik NBA Rising Stars Challenge (2012, 2013)

### Drużynowe
- Mistrz:
  - Euroligi (2010)
  - Eurocup (2008)
  - EuroChallenge (2006)
  - Hiszpanii (2011)
  - Katalonii (2005, 2007–2009, 2010)
- Wicemistrz Hiszpanii (2010)
- Zdobywca:
  - Pucharu Hiszpanii (2008, 2010, 2011)
  - Superpucharu Hiszpanii (2009, 2010)

### Indywidualne
- Laureat nagród:
  - Zawodnika Roku Mr Europa (2008)[17]
  - Wschodzącej Gwiazdy Euroligi (2010)
  - Młodego Zawodnika Roku FIBA Europa (2007, 2008, 2009)
  - Najlepszego Młodego Zawodnika ACB (2007)
  - Obrońca Roku ACB (2009)
  - Najbardziej Spektakularnego Zawodnika Roku ACB (2010)
  - MVP:
  - finałów mistrzostw Katalonii (2009)
  - 10. kolejki Euroligi (2009/10)
- Zaliczony do I składu All-ACB (2008, 2010)
- Lider:
  - Euroligi w przechwytach (2007)
  - ACB:
    - w asystach (2009)
    - w przechwytach (2007, 2009)

### Reprezentacja
Seniorów
- Mistrz:
  - świata (2019)
  - Europy (2009, 2011)
- Wicemistrz igrzysk olimpijskich (2008)
- Brązowy medalista:
  - olimpijski (2016)[18]
  - mistrzostw Europy (2013, 2017)
- Uczestnik:
  - igrzysk olimpijskich (2008, 2016, 2020 – 6. miejsce[19])
  - mistrzostw świata (2010 – 6. miejsce, 2014 – 5. miejsce, 2019)
- MVP mistrzostw świata (2019)[20]
- Zaliczony do I składu:
  - igrzysk olimpijskich (2020)[21]
  - mistrzostw świata (2019)[20]
- Lider:
  - strzelców igrzysk olimpijskich (2020 – 25,5)[22]
  - mistrzostw świata w przechwytach (2014)

Młodzieżowe
- Mistrz Europy U–16 (2006)
- Brązowy medalista mistrzostw Europy U–16 (2005)
- Uczestnik mistrzostw Europy U–18 (2007 – 5. miejsce)
- MVP Eurobasketu U–16 (2006)
- Zaliczony do I składu mistrzostw Europy U–16 (2006)
- Lider:
  - Eurobasketu U-18 w:
    - asystach (2007)
    - przechwytach (2007)

  - strzelców Eurobasketu U-16 (2006)
  - Eurobasketu U-16 w:
    - zbiórkach (2006)
    - asystach (2006)
    - przechwytach (2006)[23]

## Statystyki

### Europa
| Sezon   | Liga     | Drużyna           | M   | S5  | MPG  | FG%  | 3P%  | FT%  | RPG | APG | SPG | BPG | PPG  |
| ------- | -------- | ----------------- | --- | --- | ---- | ---- | ---- | ---- | --- | --- | --- | --- | ---- |
| 2005–06 | Liga ACB | Joventut Badalona | 14  | 1   | 7.9  | .474 | .667 | .700 | 1.1 | .7  | 1.0 | .1  | 2.6  |
| 2006–07 | Liga ACB | Joventut Badalona | 43  | 2   | 19.2 | .382 | .258 | .691 | 2.6 | 2.1 | 1.9 | .0  | 4.5  |
| 2007–08 | Liga ACB | Joventut Badalona | 39  | 16  | 23.2 | .363 | .265 | .794 | 3.3 | 3.9 | 2.0 | .0  | 10.2 |
| 2008–09 | Liga ACB | Joventut Badalona | 25  | 14  | 22.6 | .400 | .417 | .822 | 2.7 | 5.8 | 2.2 | .1  | 9.8  |
| 2009–10 | Liga ACB | Barcelona         | 42  | 40  | 20.4 | .404 | .366 | .767 | 2.7 | 4.3 | 1.9 | .1  | 6.4  |
| 2010–11 | Liga ACB | Barcelona         | 42  | 31  | 21.8 | .320 | .259 | .771 | 3.2 | 4.1 | 1.6 | .1  | 4.8  |
| Kariera |          |                   | 205 | 104 | 20.4 | .374 | .314 | .772 | 2.8 | 3.7 | 1.8 | .1  | 6.5  |

| Sezon   | Liga         | Drużyna           | M  | S5 | MPG  | FG%  | 3P%  | FT%  | RPG | APG | SPG | BPG | PPG |
| ------- | ------------ | ----------------- | -- | -- | ---- | ---- | ---- | ---- | --- | --- | --- | --- | --- |
| 2007–08 | ULEB Eurocup | Joventut Badalona | 16 | 10 | 20.9 | .531 | .360 | .771 | 3.4 | 4.5 | 2.4 | .1  | 7.6 |
| Kariera |              |                   | 16 | 10 | 20.9 | .531 | .360 | .771 | 3.4 | 4.5 | 2.4 | .1  | 7.6 |

| Sezon   | Liga     | Drużyna           | M  | S5 | MPG  | FG%  | 3P%  | FT%  | RPG | APG | SPG | BPG | PPG |
| ------- | -------- | ----------------- | -- | -- | ---- | ---- | ---- | ---- | --- | --- | --- | --- | --- |
| 2006–07 | Euroliga | Joventut Badalona | 16 | 0  | 18.9 | .348 | .167 | .767 | 2.4 | 2.8 | 3.2 | .1  | 3.6 |
| 2008–09 | Euroliga | Joventut Badalona | 5  | 2  | 13.3 | .300 | .333 | .625 | 2.4 | 2.8 | 1.8 | .0  | 2.4 |
| 2009–10 | Euroliga | Barcelona         | 22 | 22 | 20.9 | .370 | .358 | .893 | 2.9 | 4.1 | 1.4 | .0  | 6.8 |
| 2010–11 | Euroliga | Barcelona         | 20 | 17 | 22.7 | .310 | .224 | .836 | 3.3 | 3.5 | 1.6 | .1  | 6.5 |
| Kariera |          |                   | 63 | 41 | 20.4 | .341 | .276 | .832 | 2.8 | 3.5 | 2.0 | .0  | 5.5 |

### NBA
Na podstawie.

Stan na koniec sezonu 2023/24.

#### Sezon regularny
| Sezon   | Drużyna   | M   | S5  | MPG  | FG%   | 3P%   | FT%   | RPG | APG | SPG | BPG | PPG  |
| ------- | --------- | --- | --- | ---- | ----- | ----- | ----- | --- | --- | --- | --- | ---- |
| 2011/12 | Minnesota | 41  | 31  | 34,2 | 35,7% | 34,0% | 80,3% | 4,2 | 8,2 | 2,2 | 0,2 | 10,6 |
| 2012/13 | Minnesota | 57  | 47  | 29,7 | 36,0% | 29,3% | 79,9% | 4,0 | 7,3 | 2,4 | 0,1 | 10,7 |
| 2013/14 | Minnesota | 82  | 82  | 32,2 | 38,1% | 33,1% | 80,2% | 4,2 | 8,6 | 2,3 | 0,1 | 9,5  |
| 2014/15 | Minnesota | 22  | 22  | 31,5 | 35,6% | 25,5% | 80,3% | 5,7 | 8,8 | 1,7 | 0,0 | 10,3 |
| 2015/16 | Minnesota | 76  | 76  | 30,6 | 37,4% | 32,6% | 84,7% | 4,3 | 8,7 | 2,1 | 0,1 | 10,1 |
| 2016/17 | Minnesota | 75  | 75  | 32,9 | 40,2% | 30,6% | 89,1% | 4,1 | 9,1 | 1,7 | 0,1 | 11,1 |
| 2017/18 | Utah      | 77  | 77  | 29,3 | 41,8% | 35,2% | 86,6% | 4,6 | 5,3 | 1,6 | 0,1 | 13,1 |
| 2018/19 | Utah      | 68  | 67  | 27,9 | 40,4% | 31,1% | 85,5% | 3,6 | 6,1 | 1,3 | 0,1 | 12,7 |
| 2019/20 | Phoenix   | 65  | 65  | 31,0 | 41,5% | 36,1% | 86,3% | 4,7 | 8,8 | 1,4 | 0,2 | 13,0 |
| 2020/21 | Minnesota | 68  | 51  | 26,1 | 38,8% | 30,8% | 86,7% | 3,3 | 6,4 | 1,4 | 0,1 | 8,6  |
| 2021/22 | Cleveland | 34  | 8   | 28,5 | 36,3% | 33,9% | 85,4% | 4,1 | 6,6 | 1,4 | 0,2 | 13,1 |
| 2022/23 | Cleveland | 33  | 2   | 17,2 | 34,3% | 25,6% | 80,0% | 2,1 | 3,5 | 0,8 | 0,2 | 5,2  |
| Razem   |           | 698 | 603 | 29,6 | 38,8% | 32,4% | 84,3% | 4,1 | 7,4 | 1,8 | 0,1 | 10,8 |

#### Play-offy
| Sezon | Drużyna   | M  | S5 | MPG  | FG%   | 3P%   | FT%   | RPG | APG | SPG | BPG | PPG  |
| ----- | --------- | -- | -- | ---- | ----- | ----- | ----- | --- | --- | --- | --- | ---- |
| 2018  | Utah      | 6  | 6  | 30,2 | 35,4% | 31,3% | 78,3% | 7,3 | 7,0 | 1,3 | 0,5 | 14,0 |
| 2019  | Utah      | 5  | 5  | 33,6 | 42,4% | 20,0% | 85,0% | 3,2 | 8,6 | 2,4 | 0,2 | 15,4 |
| 2023  | Cleveland | 3  | 0  | 5,7  | 0,0%  | –     | –     | 2,0 | 1,0 | 0,3 | 0,0 | 0,0  |
| Razem |           | 14 | 11 | 26,1 | 38,4% | 26,9% | 81,4% | 4,7 | 6,3 | 1,5 | 0,3 | 11,5 |